# سديم الحلقة

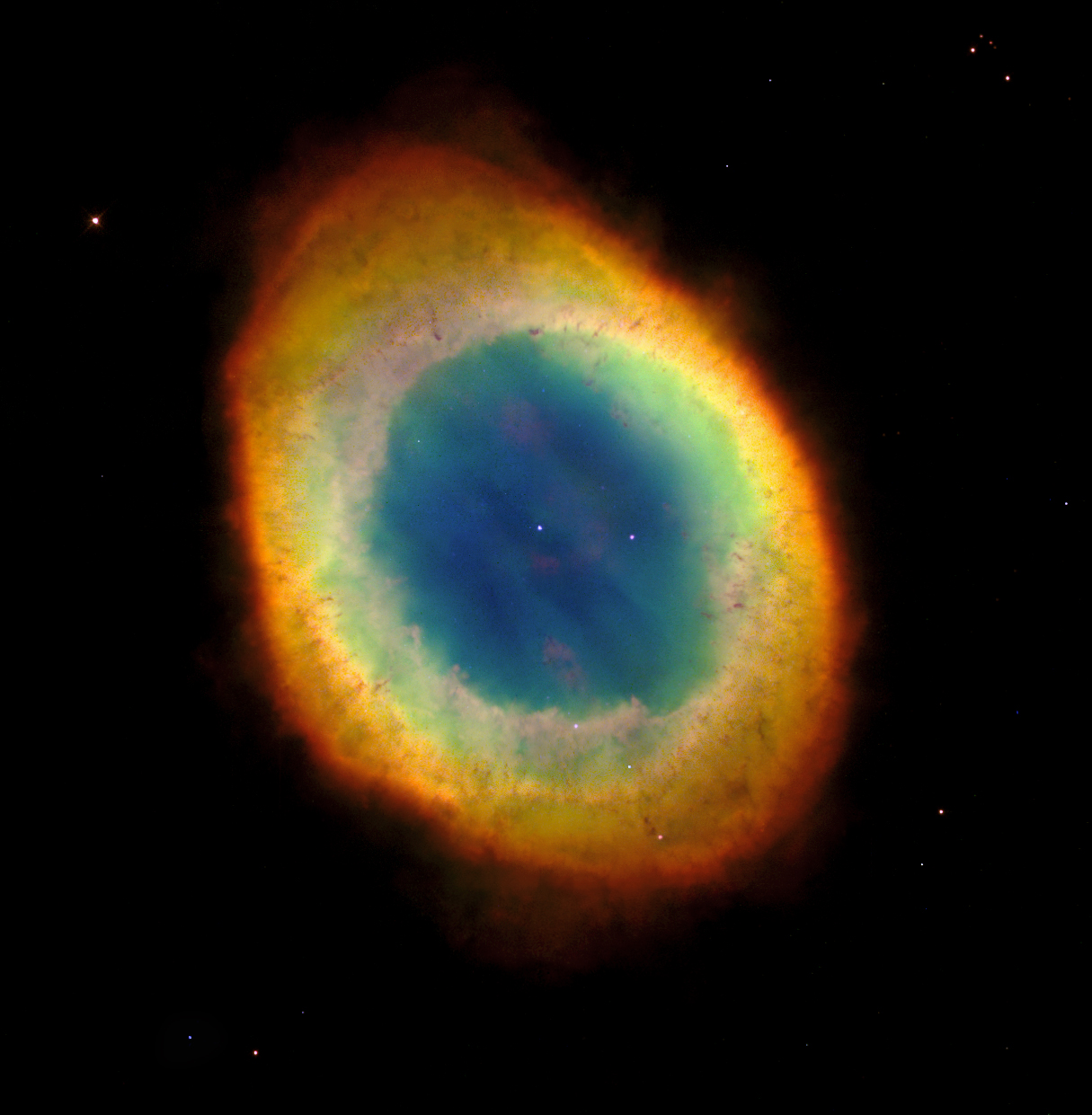

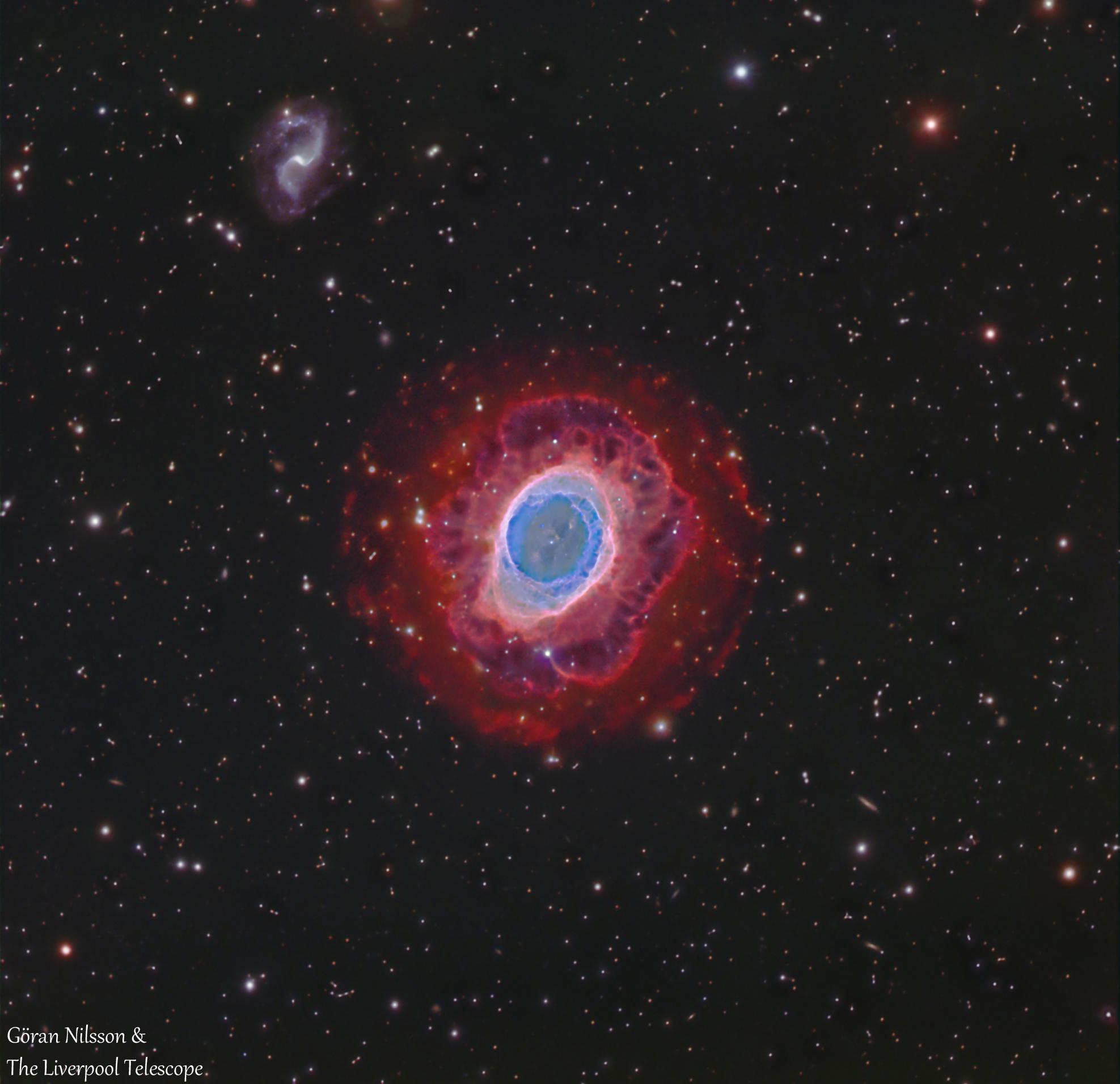
سديم الحلقة

السديم الحلقي أو مسييه 57 (بالإنجليزية: Ring Nebula ) ويسمى أيضا Messier 57 أو  NGC 6720 هو سديم في شكل الحلقة ويوجد في كوكبة القيثارة . وهو واحد من أشهر سدم السماء ويسمى أحيانا بالإنجليزية planetary nebula.

## مشاهدتة

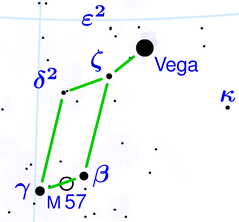
موقع السديم الحلقي في كوكبة القيثارة Lyra.

يقع م57 في كوكبة القيثارة Lyra جنوب أسطع نجم فيها المسمى Vega.
اكتشفه أنطوان داركيير عام 1779 أثناء مراقبته لأحد المذنبات ، وسجله شارل مسييه في فهرسه في نفس العام . وقد شبه داركيير السديم الحلقي بأنه يشبه الكواكب مما جعل فريدريش هيرشل يشبهه بالسحابة الكوكبية planetary nebula.

## صورة الأشعة تحت الحمراء

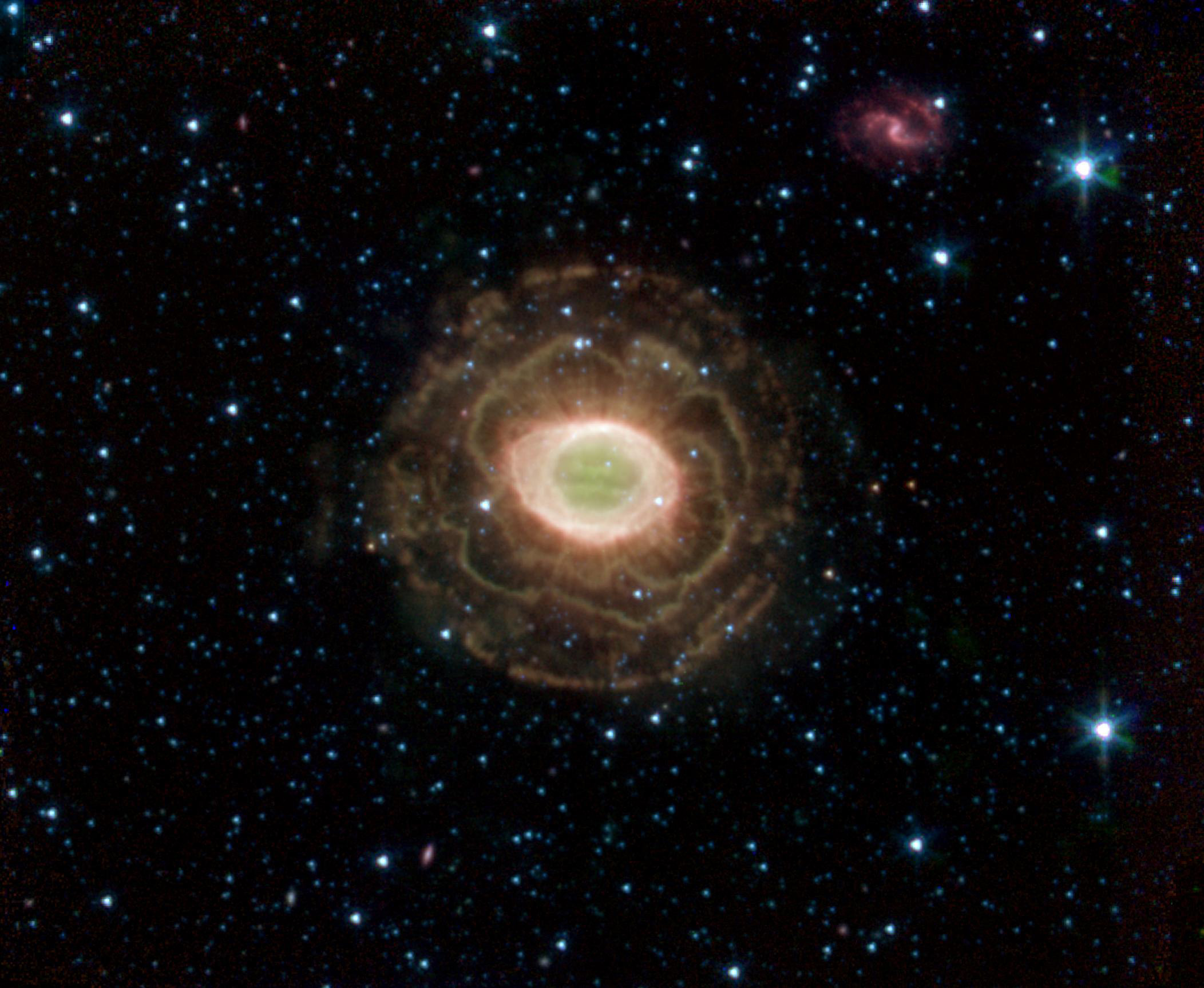
صورة الأشعة تحت الحمراء الصادرة من السديم الحلقي.

يبعد السديم الحلقي عن الأرض نحو 2.300 سنة ضوئية ويبلغ قطره نحو 3و1 سنة ضوئية .ويبلغ سطوعه 8و8 قدر ظاهري ويبلغ سطوعه الفوتوغرافي 7و9 قدر ظاهري . وقد صُور السديم الحلقي عبر 50 سنة و قدرت سرعة انتشار مادته في الفضاء بنحو 1 ثانية قوسية في الثانية وهذا يعادل 20 - 30 كيلومتر في الثانية. ويوجد في وسط سحابته الحلقية قزم أبيض أو نواة كوكبية مضيئة يبلغ سطوعها نحو 16 قدر ظاهري ودرجة حرارة سطحها 70.000 درجة مئوية. تبلغ كتلتها نحو 2و1 كتلة شمسية وتعمل على إضاءته من المركز إلى الخارج.

## اقرأ أيضا
- سديم
- سديم عين القط
- سديم هيليكس
- مجرة حلزونية
- مجرة إهليجية
- مجرة
- قزم أبيض
- عملاق أحمر
- IC 1296
- الانفجار العظيم
- خط زمني للانفجار العظيم
- نجم نيوتروني
- ثقب أسود

## وصلات خارجية
- موقع الكون